# AGM-62 Walleye

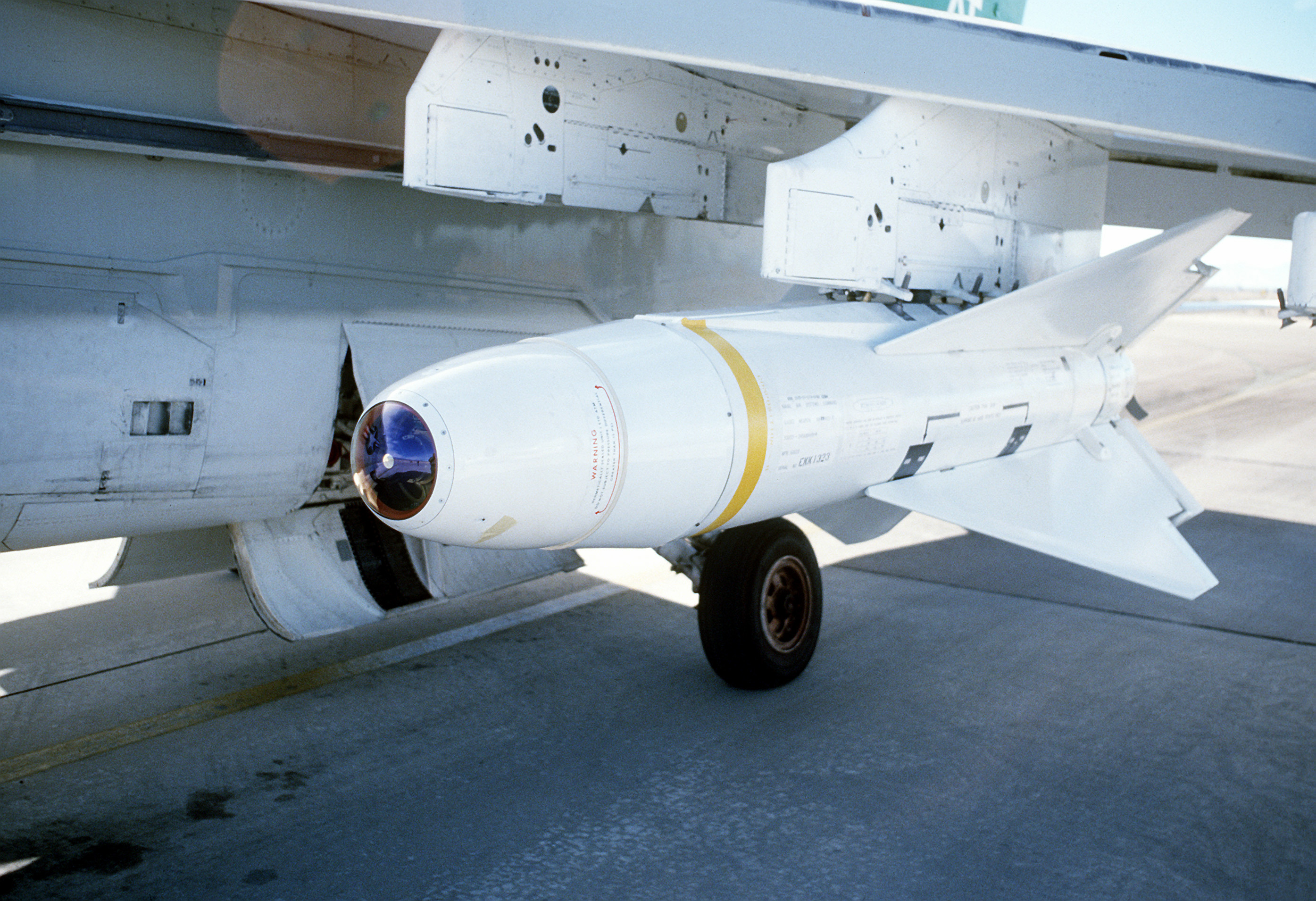
En AGM-62 Walleye II under vingen på en A-7 Corsair II vid White Sands robotskjutfält.

AGM-62 Walleye (uppkallad efter fisken Glasögongös) är en flygburen, fjärrstyrd glidbomb som designades för USA:s flotta av Martin Marietta Corporation. Trots beteckningen AGM (Air to Ground Missile) saknar Walleye motor och glidflyger mot målet på sina fenor.

## Historia

### Design
Idén föddes 1958 när vapeningenjören Norman Kay vid flottans vapenforskningsanläggning vid China Lake konstruerade ett ikonoskop med en krets som kunde följa ett föremål som rörde sig i bilden.
1963 började man i China Lake att utveckla en fjärrstyrd glidbomb liknande de som Tyskland började använda under andra världskriget. Bomben skulle vara ett precisionsvapen, men erfarenheter från användandet av AGM-12 Bullpup visade att det var svårt att träffa ett litet mål med precision även om vapnet kunde fjärrstyras. Därför försågs bomben med Kays ikonoskop så att piloten kunde placera en ”markör” på målet på en TV-skärm innan bomben släpptes. Bomben fortsatte sedan att styra mot den markerade punkten.
Ikonoskopet var ett radiorör som krävde mycket ström och för att inte behöva installera tunga och utrymmeskrävande blybatterier byggde man i stället in en propellergenerator längst bak i bomben.

### Walleye II
År 1964 lade man ut tillverkningen av bomben på anbud och Martin Marietta vann kontraktet. 1966 startade serietillverkningen och innan året var slut hade bomben börjat användas i Vietnam. Precisionen visade sig vara oöverträffad, men sprängladdningen på 375 kg var för svag för att slå ut hårda mål som järnvägsbron Thanh Hoa som stod kvar trots flera träffar av Walleye-bomber. Därför utvecklades en större version av bomben med en sprängladdning på 905 kg som fick namnet Walleye II.
Efter att jaktroboten AIM-26 Falcon avvecklats byggdes deras kärnladdningar om och sprängkraften ökades till 0,6 kiloton. Dessa laddningar fick beteckningen W72 och användes i en speciell version av Walleye II. Det var det enda precisionsstyrda kärnvapnet i USA:s arsenal tills B61 mod 12.

### ERDL
För att kunna släppa bomben utom synhåll från målet utvecklades en datalänk som gjorde att piloten kunde se TV-bilden från bombens kamera och även flytta markören efter att bomben släppts. Datalänken kallades ERDL (Extended Range Data Link) och krävde att flygplanet som skulle styra bomben (vilket inte längre behövde vara samma flygplan som bar bomben) bar en AN/AWW-13 radiolänkkapsel. De bomber som försågs med ERDL fick också större fenor för att få längre räckvidd. Att mållåsning kunde ske efter att bomben släppts öppnade också möjligheten till kastbombning, vilket ytterligare ökade räckvidden.

## Varianter
- Mk1 Första produktionsmodellen.
- Mk2 Övningsbomb.
- Mk3 Större fenor för bättre räckvidd.
- Mk5 Walleye II Ny design med dubbelt så stor sprängladdning.
- Mk6 Kärnvapenladdad med W72 kärnladdning på 0,6 kiloton
- Mk11 Övningsbomb.
- Mk21 Walleye I med ERDL (Extended Range Data Link)
- Mk23 Walleye II med ERDL
- Mk27 Övningsbomb med ERDL.
- Mk29 Walleye I med ERDL/DPSK (Digital Phase-Shift Keying).
- Mk30 Walleye II med ERDL/DPSK.
- Mk39 Övningsbomb med ERDL/DPSK.